# Cycloctenus abyssinus
Cycloctenus abyssinus är en spindelart som beskrevs av Arthur Urquhart 1890. Cycloctenus abyssinus ingår i släktet Cycloctenus och familjen Cycloctenidae.
Artens utbredningsområde är New South Wales. Inga underarter finns listade i Catalogue of Life.